# Aprostoma planifrons
Aprostoma planifrons is een keversoort uit de familie somberkevers (Zopheridae). De wetenschappelijke naam van de soort werd in 1869 gepubliceerd door John Obadiah Westwood.